# Шубаркудуцький сільський округ
Шубаркуду́цький сільський округ (каз. Шұбарқұдық ауылдық округі, рос. Шубаркудукский сельский округ) — адміністративна одиниця у складі Темірського району Актюбінської області Казахстану. Адміністративний центр — селище Шубаркудук.
Населення — 14125 осіб (2021; 11199 у 2009, 10722 у 1999, 12217 у 1989).
Станом на 1989 рік існувала Шубаркудуцька селищна рада (смт Шубаркудук). 2013 року Шубаркудуцька селищна адміністрація перетворена в сільський округ, хоча його центром і стало селище. 2019 року зі складу сільського округу була виділена територія площею 83,20 км² і передана до складу новоутвореного Жаксимайського сільського округу.